# Полице (Горња Радгона)
Полице (словен. Police) је насељено место у општини Горња Радгона, Помурска регија, Словенија.

## Историја
До територијалне реорганизације у Словенији биле су у саставу старе општине Горња Радгона.

## Становништво
У попису становништва из 2011. године, Полице су имале 395 становника.
| Број становника према пописима | Број становника према пописима | Број становника према пописима |
| ------------------------------ | ------------------------------ | ------------------------------ |
| 1991                           | 2002                           | 2011                           |
| 410                            | 412                            | 395                            |

## Галерија
- виногради
- срне